# Georges Berthet
Georges Camille Berthet (ur. 18 września 1903 w Les Rousses, zm. 14 sierpnia 1979 w Morez) – francuski sportowiec, który brał udział na zimowych igrzyskach olimpijskich w 1924 w Chamonix.
Berthet wywalczył brązowy medal w patrolu wojskowym na igrzyskach olimpijskich w Chamonix.
Jego brat Raymond Berthet wziął udział w  biegu na 18 kilometrów na zimowych igrzyskach olimpijskich w 1932 w Lake Placid.